# Ministério do Clima e da Economia
| Ministério do Clima e da Economia Klimat- och näringslivsdepartementet |                                                                                          |
| Herkulesgatan 17, Estocolmo www.regeringen.se                          |                                                                                          |
| Criação                                                                | Ministério do Clima (1 de janeiro de 2023) Ministério da Economia (1 de janeiro de 1969) |
| Atual ministro                                                         | Ebba Busch                                                                               |

O Ministério do Clima e da Economia da Suécia (em sueco:  Klimat- och näringslivsdepartementet) é um ministério do Governo da Suécia, responsável pela gestão dos assuntos relativos ao clima, ao ambiente, à energia, à economia, ao crescimento e ao turismo.
É dirigido pela Ministra da Energia e da Economia (Energi- och näringsminister) e alberga ainda a Ministra do Clima e do Ambiente (Klimat- och miljöminister).

## Ministros
- Ministra da Energia e da Economia (Energi- och näringsminister)[1]
- Ministra do Clima e do Ambiente (Klimat- och miljöminister)[1]